# 드림팝 (라디오 프로그램)
이상호의 드림팝은 KBS 해피FM(수도권 FM 106.1MHz, AM 603kHz)에서 매일 저녁 8시부터 밤 10시까지 방송되는 팝 음악 전문 라디오 프로그램이다. 단, 이 프로그램은 모두 전국방송이다.

## DJ
- 이상호 아나운서 (남)

## 역대 방송시간
| 방송 채널  | 방송 기간                         | 방송 시간                                            |
| ---------- | --------------------------------- | ---------------------------------------------------- |
| KBS 해피FM | 2018년 5월 28일 ~ 2018년 9월 30일 | 평일 저녁 8:10 ~ 밤 10:00, 주말 저녁 8:00 ~ 밤 10:00 |
| KBS 해피FM | 2018년 10월 1일 ~ 2020년 8월 30일 | 평일 저녁 8:05 ~ 밤 10:00, 주말 저녁 8:00 ~ 밤 10:00 |
| KBS 해피FM | 2020년 8월 31일 ~ 현재            | 매일 저녁 8:00 ~ 밤 10:00                            |

## 같이 보기
- 팝 음악
- 윤태진의 FM데이트 (MBC FM4U)
- 김현주의 행복한 동행 (CBS 음악FM)